# Крнач, Мартин
Ма́ртин Крнач (словац. Martin Krnáč; 30 января 1985, Братислава, Чехословакия) — словацкий футболист, вратарь братиславского клуба «Вракуня».

## Карьера
Воспитанник футбольного клуба «Интер» Братислава. Там же Мартин начал свою профессиональную карьеру, подписав с «Интером» контракт на 5 лет. Летом 2009 года по истечении контракта, Крнач перешёл в «Сеницу». Мартин играл там за дубль. В основном составе ни разу не появлялся. В феврале 2010 года, в связи с переходом Душана Перниша в «Данди Юнайтед», Крнач подписал контракт с «Жилиной» из одноимённого города.

## Достижения
- Чемпион Словакии (2): 2009/10, 2011/12
- Обладатель Кубка Словакии (2): 2011/12, 2016/17